# Японська окупація Індонезії
Японська окупація Індонезії часів Другої світової війни тривала від 9 березня 1942 до 17 серпня 1945 року. Японія легко захопила Індонезію, не зустрічаючи спротиву місцевого населення, оскільки сама країна на момент окупації була колоніальним володінням Нідерландів і мала назву Голландська Ост-Індія. Оскільки Японія була не в змозі контролювати величезні території від Алеутських до Соломонових островів, вона сподівалась на створення тубільної адміністрації з залученням до керівництва місцевого населення. Японія намагалась показати, що вона прагне до створення сфери співпроцвітання Великої Східної Азії. Такі ідеї знайшли відгук у серцях індонезійських борців за незалежність. Саме за часів японської окупації з'явились «паростки незалежності». В японській колоніальній адміністрації розпочав свою кар'єру майбутній президент країни Сукарно. Легального становища набули національний прапор, гімн і мова. З'явились індонезійські збройні формування.

## Передумови
24 травня 1937 року радикальні націоналісти та деякі члени підпільної компартії створили «Рух індонезійського народу» («Геріндо»). Рух Геріндо, не проголошуючи принцип неспівпраці, виступав за політичну й економічну незалежність країни, а також за боротьбу проти фашизму. У зв'язку з поширенням чуток про те, що відповідно до Антикомінтернівського пакту Німеччина та Японія домовились про розділ Індонезії, 1939 року Геріндо вимагав вжиття заходів до розвитку економіки Індонезії та створення народної міліції для оборони архіпелагу.
У травні 1939 року Геріндо, мусульманська партія «Сарекат Іслам» та деякі інші партії оголосили про створення «Індонезійського політичного об'єднання» (ГАПІ). Програма ГАПІ включала вимоги самовизначення для Індонезії, забезпечення національної єдності, створення демократично обраного парламенту, відповідального перед народом Індонезії, й уряду, відповідального перед парламентом. У грудні ГАПІ провело Конгрес індонезійського народу, в якому взяли участь представники 90 національних організацій. Конгрес офіційно проголосив індонезійську мову як національну, червоно-білий прапор — як національний прапор Індонезії, а пісню «Велика Індонезія» — як гімн країни. Конгрес прийняв резолюцію з пропозицією співробітництва між народами Індонезії й Нідерландів за умов різкого ускладнення міжнародної обстановки.
У серпні 1940 року уряд Нідерландів у вигнанні заявив, що в ситуації, яка склалась, не має наміру розробляти жодні плани щодо зміни правового статусу Нідерландської Індії. Підписання Атлантичної хартії, на думку нідерландського уряду, не було приводом для будь-яких змін курсу відносно Індонезії. Він обмежився тільки тим, що у вересні 1940 року створив комісію зі з'ясування сподівань тубільного населення. Незважаючи на розчарування, ГАПІ вирішило співпрацювати з тією комісією, й 14 лютого 1941 року передало їй розгорнутий проект майбутнього конституційного устрою Індонезії в межах конфедерації з Нідерландами, на формування якої відводилось п'ять років. Однак комісія відкинула проект, пославшись на «специфічні умови» в колонії. Тільки у травні 1941 року королева Вільгельміна у радіоповідомленні з Лондона висловилась найбільш розмитими фразами на користь змін відносин між Нідерландами та Індонезією, але тільки після завершення війни.
У вересні 1941 року відбувся другий Конгрес індонезійського народу, що оголосив себе постійно діючою Народною асамблеєю Індонезії. Після вступу Японії у війну, 13 грудня 1941 року лідери Народної асамблеї та ГАПІ виступили з заявою, в якій висловлювали лояльність до уряду Нідерландів і закликали народ Індонезії підтримати уряд метрополії у справі забезпечення миру й безпеки. На знак протесту проти тієї заяви партія «Сарекат іслам» вийшла зі складу Асамблеї та ГАПІ.

## План «Тіга-А»

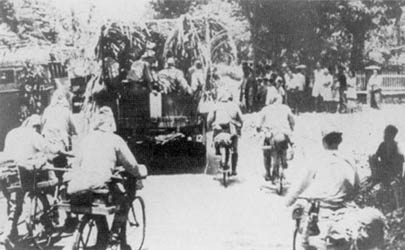
Японські війська на Яві

Спочатку японський адміністративний поділ Індонезії просто відповідав розташуванню окупаційних армій: Ява перебувала у зоні відповідальності 16-ї армії, Калімантан та острови південної частини архіпелагу — у зоні відповідальності флоту, а Суматра була об'єднана під загальною військовою адміністрацією 25-ї армії з Малаєю, оскільки корінні жителі Малакки й Суматри були близькими один до одного й культурно відрізнялись від яванців.
Відповідно до первинних японських планів, в Індонезії мав бути створений прояпонський незалежний уряд. Після ухвалення конституції країна мала укласти з Японією військовий договір за аналогією з такими країнами-сателітами, як Маньчжоу-го.
Впровадження пропагандистської кампанії було покладено на відділ пропаганди 16-ї армії. Розроблений в Токіо план називався «Тіга-А» («Три А»), що розшифровувалось як три іпостасі Японії в Азії: «світоч», «вождь» і «покровитель». Мета кампанії полягала у доведенні індонезійцям спільності інтересів з Японією, після чого вони мали працювати на японську армію й підтримувати японську війну.

## Створення національної адміністрації
Невдовзі після окупації японцями Суматри полковник Фудзіяма, який командував дивізією, що там розмістилась, наказав відшукати Сукарно й доставити його до себе. Після нетривалих вагань Сукарно погодився.

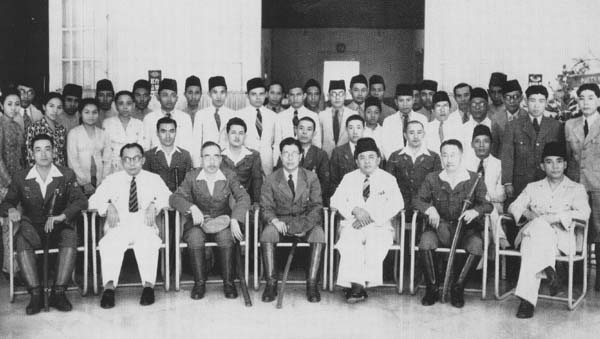
Індонезійські націоналісти (включаючи Хатту) і японські офіцери

Довідавшись про те, як Фудзіяма використовує Сукарно, командувач розміщеної на Яві 16-ї армії генерал Імамура спробував також залучити на свій бік місцевих націоналістичних лідерів, однак ті зазначили, що без залучення до роботи на Яві самого Сукарно з руху «Тіга-А» нічого не вийде. Тому у липні 1942 року Сукарно був перевезений на Яву. Одразу ж після прибуття він зустрівся з лідерами індонезійського націоналізму — Хаттою і Шаріром, й запропонував їм співробітництво доти, поки не будуть вигнані японці. План Сукарно полягав у тому, щоб використовувати всі легальні можливості для зміцнення індонезійських визвольних сил і створення національних організацій.

### Путера
Сукарно запропонував японцям створити нову масову організацію, покликану мобілізувати індонезійський народ для допомоги Японії. Пропозиція була прийнята, й 8 грудня 1942 року генерал Імамура на урочистостях, присвячених річниці перемоги у Перл-Гарборі, публічно оголосив про майбутнє створення Національної індонезійської партії. Офіційно вона була сформована 3 березня 1943 року й отримала назву «Путера». Для японців це розшифровувалось як скорочення від слів «Центр народних сил», але для індонезійців звучало і як «син Вітчизни». Формально партією керував Сукарно і три його заступника — Хатта, Мансур і Деванторо. Основними завданнями Путери проголошувались створення «Великої Азії», навчання боротьбі з труднощами воєнного часу, поглиблення розуміння між японцями та індонезійцями тощо.
Путера стала оплотом японської окупаційної адміністрації. Однак Сукарно правильно оцінив, що по мірі того, як справи держав Осі на фронтах будуть погіршуватись, японська політика в Індонезії буде змінюватись у бік лібералізації й загравання з індонезійцями. Подальші події швидко підтвердили його правоту: вже 16 червня 1943 року прем'єр-міністр Японії Хідекі Тодзіо у програмній промові на 83-ій сесії парламенту обіцяв надати у найближчий час незалежність Філіппінам й Бірмі, та згадав про самоврядування для Яви. Хоча конкретні терміни встановлені не були, а про інші частини Індонезії згадок не було взагалі, Сукарно, виступаючи на радіо з відповіддю на ту промову, не шкодував добрих слів для Японії та підкреслив, що Індонезія, раніше окупована невеликою європейською державою, тепер повертається до лав повноправних азійських народів.
У липні 1943 року Тодзіо відвідав Яву під час поїздки захопленими країнами. У вітальній промові Сукарно висловив сподівання, що Японія «поверне Індонезію індонезійцям». 21 серпня японці оголосили про створення Генеральної ради для індонезійців у Джакарті, й місцевих рад — у провінціях. Невдовзі японці змусили Генеральну раду проголосувати за запровадження у країні загального трудового обов'язку, та змусили лідерів Путери активно підтримати ту реформу.

### Союз відданості народу

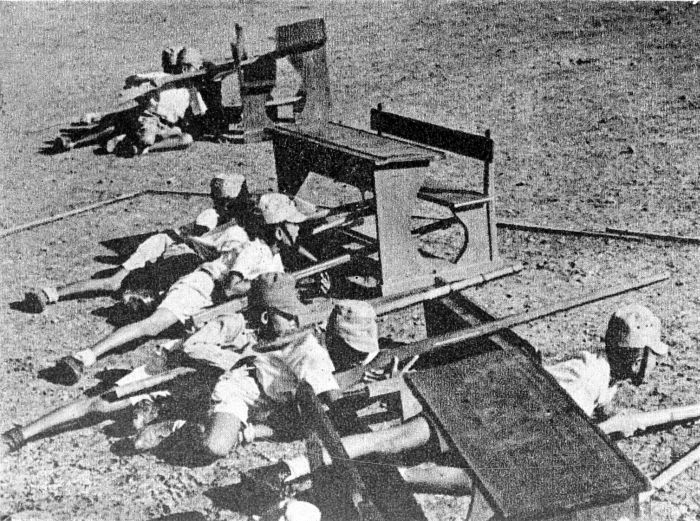
Японські інструктори навчають індонезійську молодь військовій справі

Вирішивши, що Путера не відповідає покладеним на неї завданням, японці її розпустили, а замість неї від 1 березня 1944 року почав функціонувати «Союз відданості народу» з тим же Сукарно на чолі. Тим часом в Індонезії зростало невдоволення, у різних місцях архіпелагу виникали підпільні групи й загони, однак національні лідери все ще намагались не допустити відкритих виступів.
У зв'язку з тим, що успіхи військ Союзників почали негативно позначатись на престижі індонезійських діячів, які співпрацювали з японською владою, у вересні 1944 року прем'єр-міністр Японії Куніакі Коїсо заявив у парламенті, що Індонезії буде надано незалежність. Було дозволено вивішувати червоно-білі національні прапори й виконувати гімн «Велика Індонезія», однак японська влада робила наголос на тому, що незалежність буде надана тільки після перемоги Японії у війні.

## Економіка

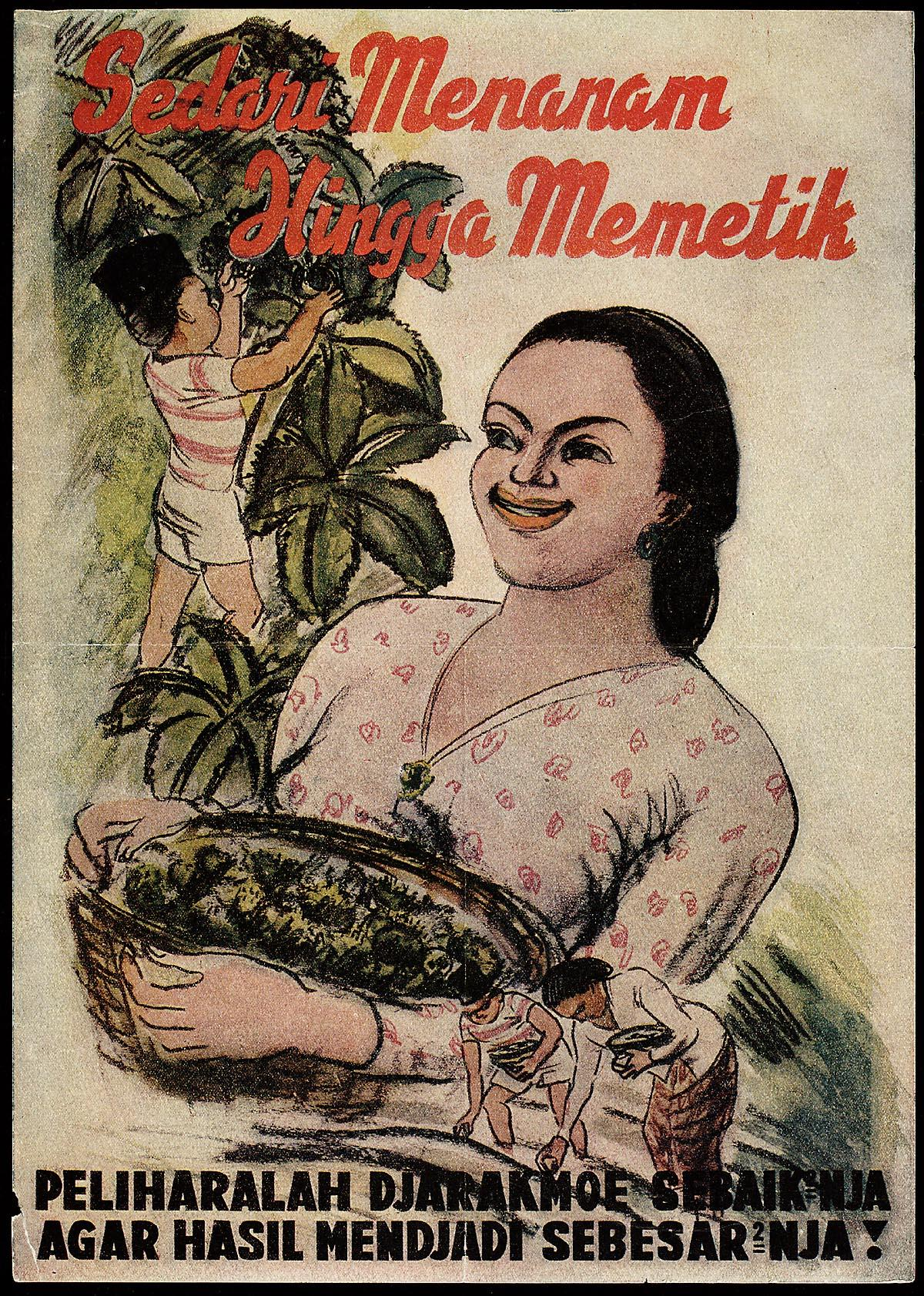
Плакат, що закликав вирощувати ятрофу, з якої виробляли потрібну японській армії олію

За часів японської окупації основу індонезійської економіки склав видобуток нафти, оскільки саме нафти потребував японський флот. Поставки індонезійської нафти до Японії припинились лише після падіння Філіппін 1945 року, коли танкери більше не могли прориватись на північ.
Створені голландськими колонізаторами кавові плантації виявились непотрібними. У серпні 1942 року японська влада в Індонезії видала декрет, за яким слід було викорчувати половину всіх кавових дерев. Було знищено близько 16 тисяч га чайних плантацій, з 220 чайних фабрик працювали тільки 50. Оскільки Японія могла споживати тільки незначну частину каучуку, що вироблявся в Індонезії (а сама Індонезія споживала лише 1 % — до війни все решта йшло на експорт), то величезні плантації стали зайвими.
Цукрові заводи спробували перевести на випуск потрібного військовій промисловості спирту, а коли це не вдавалось — заводи руйнували, а обладнання пускали на лом. В результаті загальне виробництво цукру за роки окупації впало майже у 20 разів, число діючих заводів скоротилось у 10 разів. У селах широко проводились реквізиції худоби, а населення мобілізовувалось на примусові роботи. Різке падіння життєвого рівня та невпевненість у завтрашньому дні призвели до того, що на перших порах японська система примусової праці мала певну популярність серед молоді: робітникам обіцяли їжу й одяг, а інших способів вижити не існувало. В Індонезії склалось дві форми примусової праці: трудові батальйони «хейхо» виконували будівельні роботи й іноді несли вартову службу, контрактна система «ромуся» слугувала для відправки мобілізованих до інших країн.
Всі європейці, які проживали на архіпелазі — близько 62 тисяч осіб — до кінця 1943 року опинились у концтаборах, з них лише третина були чоловіками, решта — жінки й діти. Окрім них, ще близько 45 тисяч осіб утримувались у таборах для військовополонених.
Для грошових розрахунків на території окупованої Індонезії японці випустили спеціальні окупаційні гульдени. Реальна їхня вартість швидко падала, що призвело до такого незвичного результату, як виплата індонезійськими селянами своїх боргів перед поміщиками: борги селяни почали віддавати виключно окупаційними грошима, а не приймати їх поміщики не могли, бо у такому випадку могли втрутитись японці, змушені виступати на боці селян, щоб не визнавати, що їхні гроші є фікцією.

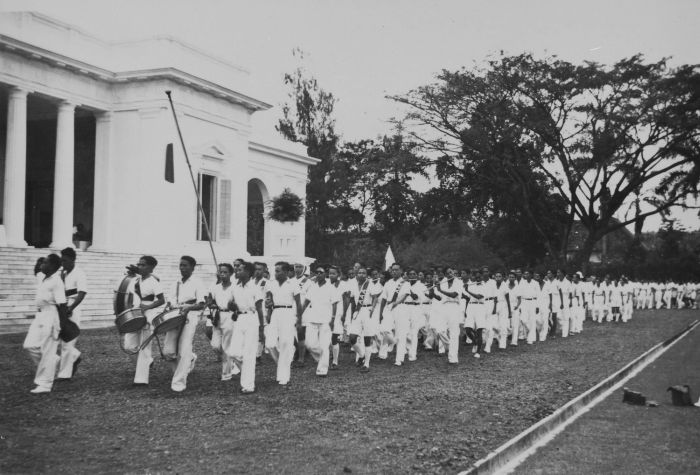
Процесія перед палацом у Джакарті за часів японської окупації

## ПЕТА
3 жовтня 1943 року японське командування видало указ про створення допоміжних індонезійських збройних формувань ПЕТА (Пембела Танах Аїр — армія захисників вітчизни), які 1945 року відіграли вирішальну роль у здобутті Індонезією незалежності. ПЕТА складалась із 81 територіального батальйону чисельністю 600—800 осіб кожен. Кожен батальйон складався з трьох стрілецьких рот і роти важкої зброї, що поділялась на два мінометних і два артилерійських взводи. Відповідно до японських планів у разі висадки військ союзників батальйонам ПЕТА відводилась роль берегової охорони, що мала прийняти на себе перший удар. Для підготовки резерву армії ПЕТА японці паралельно з її створенням розширювали мережу молодіжних воєнізованих організацій.

## Передача влади
Незважаючи на всі спроби японців ізолювати Індонезію від новин з зовнішнього світу, було зрозуміло, що японці близькі до поразки. Тривожною несподіванкою для японців стало повстання батальйону ПЕТА в районі Блітара, що відбулось у лютому 1945 року. Коли у квітні 1945 року СРСР денонсував пакт про нейтралітет з Японією, а 8 травня капітулювала Німеччина, Міністерство у справах Великої Східної Азії було змушено діяти, й 11 травня заявило, що до січня 1946 року Індонезії буде надана незалежність. Передбачалось, що Індонезія буде мати федеративний устрій і вступить до війни на боці Японії.
Була створена Дослідницька комісія з підготовки незалежності Індонезії, на засіданні якої 1 червня 1945 року Сукарно запропонував свою концепцію ідеологічних основ майбутньої незалежності країни у вигляді п'яти принципів. 10 липня комісія ухвалила рішення про те, що майбутня держава буде республікою. Окрім території Голландської Ост-Індії до складу нової Індонезії (Індонесія Рая) планувалось включити території британської Малайзії й португальського Тимору.
До кінця війни антияпонські настрої у ПЕТА досягнули небезпечного рівня, ненадійними стали також і всі масові організації. Помірковані політики-індонезійці попереджали японців, що якщо ті не хочуть мати у себе в тилу у найбільш відповідальний момент грандіозне повстання, то слід поспішати з наданням країні незалежності. В Австралії перебував нідерландський уряд Ост-Індії у вигнанні, який планував перебратись на територію Індонезії й оголосити себе єдиним законним правителем Нідерландської Ост-Індії, лишень американці займуть будь-яке велике місто.
Вирішивши, що затягувати справу далі неможливо, маршал Терауті 6 серпня 1945 року викликав до себе у ставку в Сайгон Сукарно, Хатту й Раджимана, та оголосив їм: «Японський уряд передає справу незалежності вашого народу у ваші руки». Коли індонезійські лідери 15 серпня повернулись до Джакарти, то довідались, що радянські війська вже просуваються Маньчжурією, а американці застосували якусь нову зброю невиданої сили. Того ж дня, 15 серпня, до Джакарти прийшло перше, офіційно ще не підтверджене повідомлення про капітуляцію Японії.
Існувала значна імовірність того, що з приходом військ союзників на архіпелаг повернеться нідерландська колоніальна адміністрація. На нараді підпільних молодіжних угруповань 15 серпня було вирішено, що незалежність повинен проголосити індонезійський народ, а не японський уряд. Було також вирішено запропонувати виступити з таким актом Сукарно й Хатті як найавторитетнішим національним лідерам. У зв'язку з тим, що Сукарно і Хатта відмовились від пропозиції підпільників, те пішли на відчайдушний крок: у ніч проти 16 серпня Сукарно й Хатта були викрадені та доставлені до невеликого містечка біля Джакарти, що контролювалось батальйоном ПЕТА, який заарештував японських інструкторів. Солдати, які не підозрювали, що приїзд Сукарно й Хатти не був добровільним, радісно зустріли вождів революції. Інші загони ПЕТА тим часом встановлювали контроль над околицями Джакарти. За умов, що склались, Сукарно наважився на проголошення незалежності.

## Завершення окупації

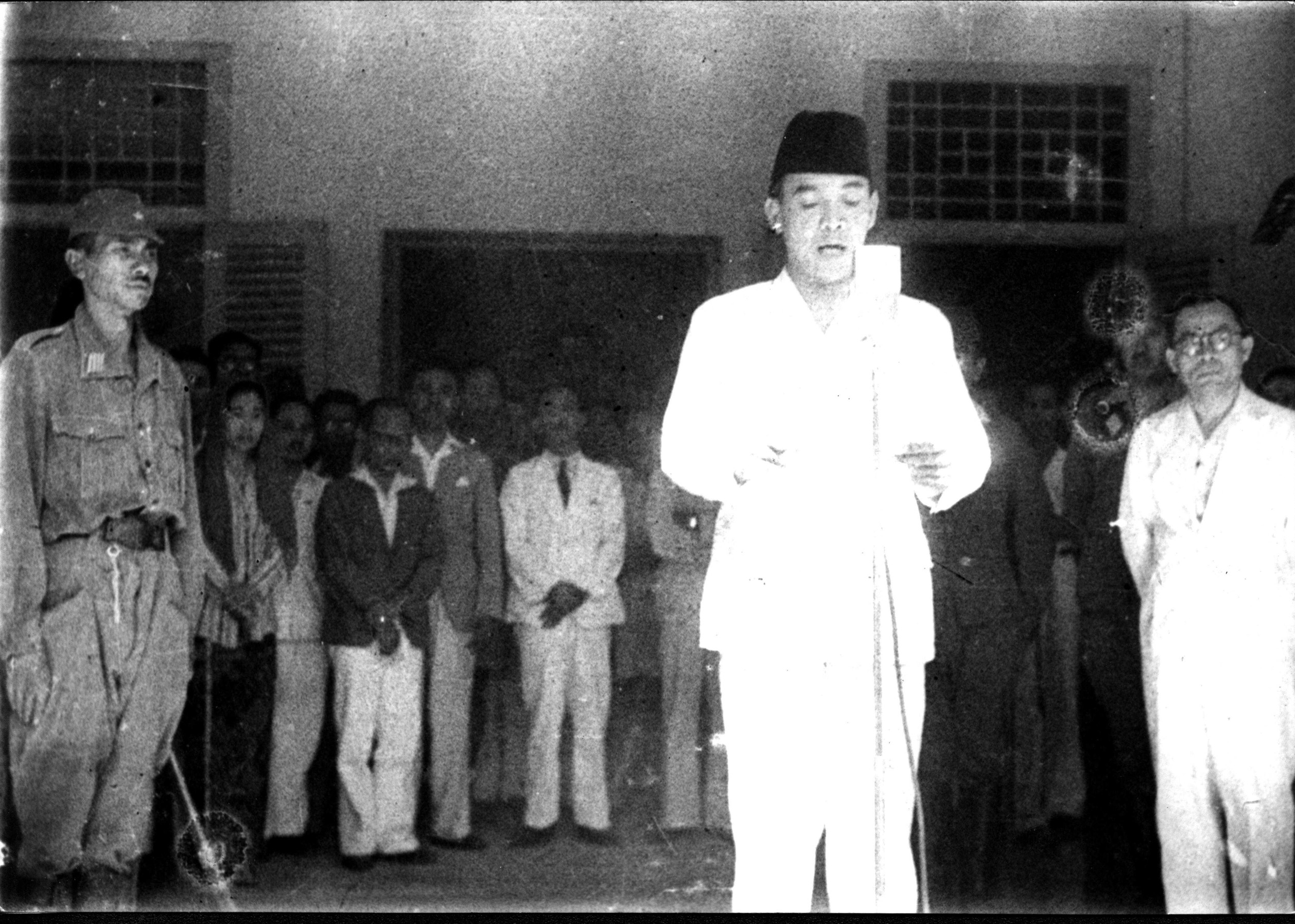
17 серпня 1945. Сукарно проголошує незалежність Індонезії

Ввечері 16 серпня Комісія з підготовки незалеждності зібралась у будинку японського віце-адмірала Маеди. Вранці 17 серпня Сукарно зачитав натовпу, що зібрався перед будинком, Декларацію незалежності.
Одразу після поширення тексту декларації засобами масової інформації всією країною почались масові маніфестації, під час яких демонстранти зривали японські прапори. 19 серпня було сформовано перший уряд незалежної Індонезії. Оскільки японці не заперечували права Індонезії на незалежність, тож вони і не вживали жодних заходів, спрямованих на повалення уряду Сукарно, однак продовжували вести боротьбу з радикальними індонезійськими угрупованнями, тим самим розчищаючи дорогу поміркованим елементам, які співпрацювали з японцями за часів окупації. Уряд Індонезії продовжував вести себе стримано по відношенню до японської адміністрації, а 29 серпня 1945 року ухвалив резолюцію, в якій ішлось, що панування Нідерландів над Індонезією завершилось 9 березня 1942 року, оскільки нідерландський уряд виявився нездатним забезпечити безпеку і добробут індонезійського народу.
Союзники не мали вільних військ для негайного десантування в Індонезії, тому лорд Луїс Маунтбеттен міг лише надіслати маршалу Терауті телеграму, в якій покладав відповідальність за підтримання порядку в Індонезії до приходу туди Союзників на японські війська. Одночасно Маунтбеттен відрядив до Джакарти місію адмірала Петерсона, яка б мала простежити, щоб японці не капітулювали перед «самозванцями». Прибувши до Джакарти 15 вересня на крейсері «Кемберленд», Петерсон виявив, що Республіка Індонезія вже існує, причому не лише у столиці, але й у провінціях, що діє цивільна адміністрація, створені міністерства й відомства та навіть цивільна поліція. Він намагався змусити японський гарнізон Сурабаї протриматись до підходу англійців, але японці на відсіч відмовлялись битись, і до кінця вересня здались індонезійським загонам.
29 вересня 1945 року у Джакарті висадився перший англійський невеликий десант. Його командир генерал-лейтенант Кристісон зробив офіційну заяву, що десант прибув для того, щоб роззброїти японців. Сукарно, виступаючи 2 жовтня, звернувся до індонезійців з проханням зберігати спокій: якщо цілі англійців такі, як це офіційно задекларовано, то індонезійський уряд їм перешкоджати не буде. Однак Петерсен заявив, що англійські війська будуть підтримувати у країні порядок доти, поки не почне функціонувати законний уряд Нідерландської Ост-Індії. 4 жовтня прибула нова партія британських військ, а також були перекинуті з Європи перші нідерландські частини, які розглядали індонезійців як колабораціоністів, яких необхідно роззброїти так само, як і японців. За таких умов 5 жовтня Сукарно оприлюднив президентський декрет про створення Національної армії Індонезії.
Усвідомлюючи, що для подальшого контролю над країною слід мати морську базу у Сурабаї, 25 жовтня 1945 року англійці висадили там війська. Індонезійські загони відмовились скласти зброю, й почалась війна за незалежність Індонезії.